# Alsace d'abord
Alsace d'abord är ett identitärt, populistiskt, separatistiskt politiskt parti i Alsace, Frankrike. Det grundades av f.d. paralmentsledamoten Robert Spieler och Jacques Cordonnier. I affischkampanjer lyfter de fram slogans som "Paris skrattar åt oss" men också "Vi kör Paris!" (syftande på att Alsace som enda utomstående region finansierade Parisarnas höghastighetstågbana). Slagorden kan kopplas till partiets antijakobinism och strävan efter autonomi för Alsace. Partiet ingår i paraplyorganisationen Bloc Identitaire som samlar partier och organisationer i Frankrike som har inslag av identitarism, en politisk strömning inspirerad av GRECE och europeiska nya högern. Partiet klassas vanligen som högerextremt; sänkta skatter, minskad utomeuropeisk invandring och ökad trygghet är frågor de har på sin agenda. De menar att elsassarnas identitet hotas av kulturell standardising i och med det franska centralstyret och att detta leder till att elsassarna förlorar sina rötter och gemensamma värderingar. Partiet representeras i olika lokala församlingar. 2006 fick de 9,42% av rösterna i regionen Alsace, 2010 4,98%. 